# تیلو کرر
یان تیلو کرر (به آلمانی: Jan Thilo Kehrer؛ زادهٔ ۲۱ سپتامبر ۱۹۹۶) بازیکن فوتبال اهل آلمان است.
از باشگاه‌هایی که در آن بازی کرده‌است می‌توان به شالکه ۰۴ و پاری سن-ژرمن اشاره کرد.